# Costa Rica International 2024
Die Costa Rica International 2024 im Badminton fanden vom 10. bis zum 14. September 2024 in San José statt. Es war die erste Auflage dieser Turnierserie. Der Wettbewerb hatte den Status einer BWF Future Series.

## Medaillengewinner
| Disziplin    | Gold                         | Silber                                             | Bronze                                                |
| ------------ | ---------------------------- | -------------------------------------------------- | ----------------------------------------------------- |
| Herreneinzel | Adriano Viale                | Driss Bourroum                                     | Bruno Carvalho                                        |
| Herreneinzel | Adriano Viale                | Driss Bourroum                                     | Diogo Gloria                                          |
| Dameneinzel  | Chloe Hoang                  | Romane Cloteaux-Foucault                           | Fernanda Munar                                        |
| Dameneinzel  | Chloe Hoang                  | Romane Cloteaux-Foucault                           | Maria Julia Da Cruz Nascimento                        |
| Herrendoppel | Bruno Carvalho Diogo Gloria  | Kiren Milan Deraj Eason Wong                       | Javier Armando Alas Melvin Calzadilla                 |
| Herrendoppel | Bruno Carvalho Diogo Gloria  | Kiren Milan Deraj Eason Wong                       | Matt Jenkins Jonathan Mcdonald                        |
| Damendoppel  | Fernanda Munar Rafaela Munar | Fatima Beatriz Centeno Fuentes Daniela Hernandez   | Maria Clara Lopes Lima Maria Julia Da Cruz Nascimento |
| Damendoppel  | Fernanda Munar Rafaela Munar | Fatima Beatriz Centeno Fuentes Daniela Hernandez   | Chequeda De Boulet Priyanna Ramdhani                  |
| Mixed        | Timothy Lock Chloe Hoang     | Javier Armando Alas Fatima Beatriz Centeno Fuentes | Bruno Carvalho Mariana Paiva                          |
| Mixed        | Timothy Lock Chloe Hoang     | Javier Armando Alas Fatima Beatriz Centeno Fuentes | Sharum Durand Namie Miyahira                          |